# 原田研太朗
原田 研太朗（はらだ けんたろう、1990年9月16日 - ）は、徳島県阿南市出身の競輪選手。日本競輪学校（当時。以下、競輪学校）第98期生。日本競輪選手会徳島支部所属。ホームバンクは小松島競輪場。師匠は下川健治（57期）。

## 来歴
徳島県立徳島工業高等学校（現：徳島県立徳島科学技術高等学校を経て、競輪学校に技能試験合格し98期生として入学。在校競走成績は38位（13勝）。2010年7月5日、熊本競輪場でデビューし初勝利。2012年にはヤンググランプリ（8着）に出場し、同年度の優秀新人賞を受賞した。
2015年、第68回日本選手権競輪で特別初優出（9着）。開設記念競輪では2016年の立川記念を皮切りに、2022年の豊橋記念まで5回の優勝を記録している。
GI制覇を明確な目標に掲げ、徳島のエースとしての地位を築いた原田であったが、淡白なレース運びに加え、苦手な番手戦の増加も伴い、徐々に存在感を失っていった。悩む原田に同県の小倉竜二は「明日からは全部先行するか、全部番手に行くか決めろ」とアドバイスを送り、原田は2022年10月の京王閣記念初日に「ノダゲンスタイル（常に自力。野田源一のように人の後ろは回らない）」を宣言した。

## 記録
2018年、第2回ウィナーズカップ（松山競輪場）3位。同大会3日目の準決勝（3月20日）で1着となり、通算300勝を達成（登録日から7年10か月19日、710走目）。1994年に改正された現行規程による、JKA表彰対象となる「登録日から10年以内で通算300勝」の達成は史上5人目（神山雄一郎、吉岡稔真、小嶋敬二、武田豊樹に続くもの）であった。その後3月25日に小松島競輪場にて、通算300勝表彰式が執り行われた。
2021年12月26日の防府FI2日目準決勝から2022年2月12日の小倉FI初日予選特選まで全て1着となり、16連勝を記録。吉岡稔真が持つS級連勝記録（18連勝）に迫ったが、翌日の準決勝では7着に敗れ連勝記録が止まった（滝澤正光に並ぶ歴代2位＜当時。2022年9月時点では脇本雄太、吉岡に次ぐ、滝澤とともに歴代3位＞の記録）。
2024年1月28日名古屋FI（ナイター）初日第8レース（予選）で勝利し、通算500勝を達成。S級創設（1983年4月）以降女子（4人）も含めて通算53人目の記録で、登録日から13年8か月27日（登録日を含まない）での達成であり、また平成生まれの男子選手初の達成でもあった。後日、JKAより表彰予定。

## 特徴
身長164cm、体重69kgという小兵ながら、先行・捲りの自力を主体とする選手。捲りのスピードはSS級の自力選手を凌駕するほどだが、レースの組み立てや位置取り、番手戦を苦手とする。前述の通り、2022年以後は人の後ろを回らない事を宣言している。